# Сибирский тракт
Приведенная здесь карта неправильная, её не рекомендуется копировать. Более точная карта Сибирского тракта содержится в публикациях Леонида Игоревича Рыженко (см. в списке литературы в конце этой статьи)

Условная схема двух основных маршрутов Сибирского тракта

Сиби́рский тракт (другие названия: Главный Сибирский почтовый тракт, Большой Сибирский тракт, Большой тракт, Великий тракт, Царская дорога, Сибирская дорога, Московско-Иркутский тракт, Московско-Сибирский тракт, Осьмая государственная дорога, Екатерининский тракт и т. п.) — старинный сухопутный маршрут из европейской России через Сибирь на восток, в том числе, к границам Китая и обратно. На востоке (в Сибири) в пределах России длительное время заканчивался двумя ветками от Верхнеудинска на Нерчинск и Кяхту. В XIX веке почтовый тракт был продлён за Сретенск (за Нерчинском) вдоль Амура и Уссури до Посьета. На западе было три исходные точки: Великий Новгород (самая древняя дорога), Москва и Калуга(Екатерининский тракт), а позднее и  дорога от Москвы на Санкт-Петербург. Термин Московско-Сибирский тракт возник в XIX веке, как наиболее известная его траектория. Под этим термином обычно подразумевался путь на восток, а под Московским — та же дорога на запад. Общая протяжённость пути от Москвы до Пекина через Верхнеудинск (Улан-Удэ) и Кяхту составляла, по одним подсчётам, 8332 версты, по другим — 8839 вёрст. Кроме того, от Иркутска ответвлялся на север Якутский земский тракт и два его продолжения: Охотский тракт и Аянский тракт.

## История
Сибирский тракт в разные исторические периоды менял свою траекторию. Надо сказать, что термин «тракт» стали применять в XVIII веке (до этого говорили просто «дорога»). Из-за отсутствия дорог сообщение европейской части России с Сибирью долгое время осуществлялось по речным путям. Самая древняя дорога была проложена от Великого Новгорода через Вологду, Тотьму, Великий Устюг и далее на Чердынь. После присоединения Великого Новгорода к Москве возникла дорога Москва — Ярославль — Вологда и далее по траектории старой новгородской дороги.
После падения Казанского ханства была проложена дорога из Козьмодемьянска на Вятку и далее на Чердынь (и после покорения Сибири далее на Тюмень). Из Тюмени дорога шла на Тобольск и далее плыли по рекам в сторону Томска.
В конце XVI века путь через Урал немного сдвинулся на юг. Знаменитая Бабиновская дорога заменила собой Чердынскую дорогу, соединив Соликамск и Верхотурье (основан в 1598). Дорога восточнее Великого Устюга пошла через Кай — Соликамск — Верхотурье на Тюмень. В Верхотурье поставили таможню для грузов (в основном, пушнины), двигавшихся через Урал. В таком виде тракт существовал около сотни лет.
В 1689 году был подписан первый русско-китайский Нерчинский договор, положивший начало официальным отношениям между Россией и Китаем. Торговые потребности требовали создание полноценного транспортного коридора между странами. 12 (22) ноября 1689 года вышел царский указ о строительстве тракта, соединяющего Москву с Сибирью. Однако на протяжении сорока лет это решение оставалось на бумаге.
Путь в Сибирь по суше и по рекам описан протопопом Аввакумом в «Житии», а писатель Дефо попытался реконструировать его во второй части «Робинзона Крузо». При Петре I путь из Европы в Азию по-прежнему состоял из множества сухопутных дорог, волоков, водных путей.

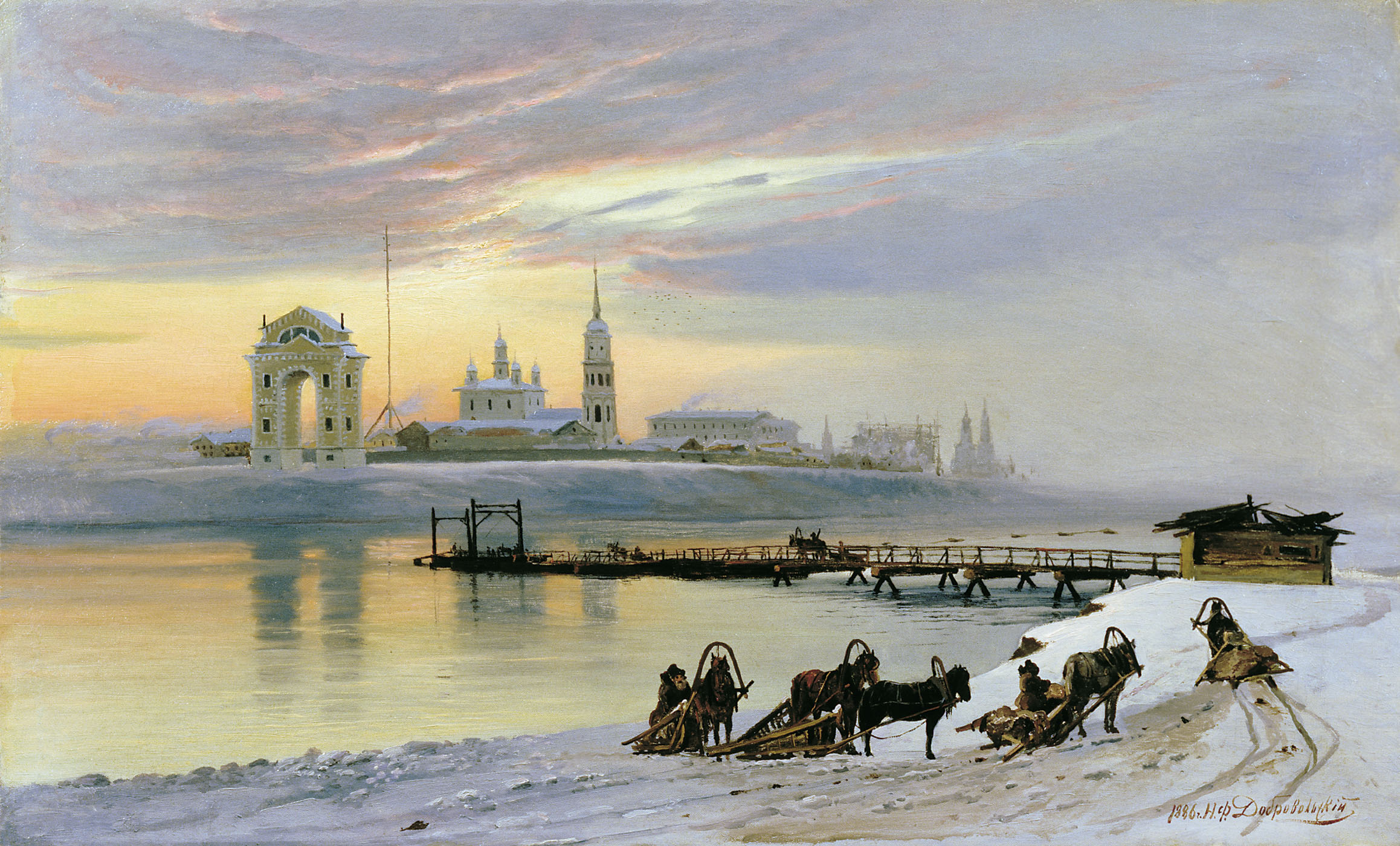
Переправа через Ангару
Николай Добровольский, 1886

В 1725 году в Китай было направлено посольство во главе с графом Саввой Рагузинским-Владиславичем. В результате двухлетних переговоров в 1727 году был подписан Буринский договор об установлении границы у Троицкосавска (вблизи будущего города Кяхты), а также Кяхтинский договор, определивший политические и торговые отношения между Россией и Китаем. Три года спустя правительство принялось наконец за обустройство Сибирского тракта; закончено оно было только в середине XIX века. После ликвидации Верхотурской таможни (в 1753 все внутренние таможни Российской империи были отменены) появляется дорога в Сибирь из Казани, которая вела на северо-восток по Арской дороге. Далее ехали через Дебёсы (там сейчас музей Сибирского тракта), Пермь, Кунгур на Екатеринбург .
В середине XVIII века азиатская часть тракта сместилась к югу: от Екатеринбурга он стал проходить через Шадринск, Ялуторовск, Ишим, Тюкалинск, Каинск (ныне Куйбышев), Томск, Ачинск и Красноярск до Иркутска и далее как ранее.
К концу XVIII века Сибирский тракт из Москвы шёл через Муром, Арзамас, Козьмодемьянск, Казань, Пермь, Кунгур, Екатеринбург, Тюмень, Тобольск, Рыбино (ныне Большие Уки, где создан музей-заповедник «Московско-Сибирский тракт»), Тару, Каинск, Колывань, Томск. Долгое время из Томска добирались водным путём через Енисейск на Иркутск. Из Иркутска северная ветка шла на, Якутск, Охотск, а южная — на Верхнеудинск (ныне Улан-Удэ). После Верхнеудинска дорога опять раздваивалась: старая дорога шла далее на восток на Нерчинск, а новая поворачивала на юг до Кяхты, к границе с Цинской империей. Именно эта южная ветка называлась «Великий чайный путь». Далее чаеторговцы пересекали степи Внутренней Монголии и прибывали в Калган — крупную заставу на Великой стене, считавшуюся воротами в собственно Китай.
Из Санкт-Петербурга в сторону Сибири долгое время ездили или через Великий Новгород и Вологду, или через Москву. В конце XVIII века была проложена прямая дорога в Сибирь из Санкт-Петербурга (так называемый Екатерининский тракт), который шёл через Ладогу, Тихвин, Устюжну, Ярославль, Вятку, Дебёсы. Здесь дорога сливалась с Московско-Сибирским трактом.
В европейской части Владимирский тракт (с середины XIX века Московско-Нижегородское шоссе, или «Владимирка») является частью Сибирского тракта. В этот же период в азиатской части после присоединения Приамурья почтовый тракт прокладывается за Нерчинском вдоль рек Шилки, Амура и Уссури. Самой дальней точкой этого тракта становится порт Посьет у границы с Кореей.

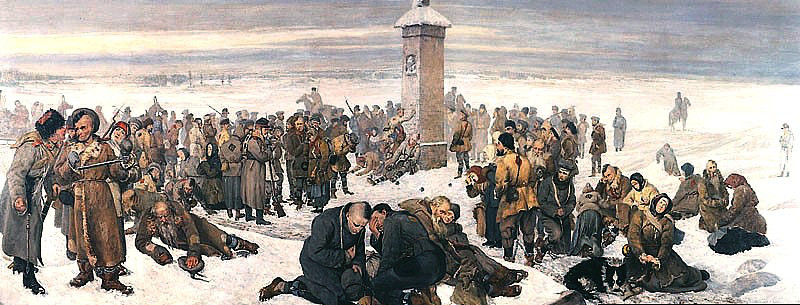
«Прощание с Европой», Александр Сохачевский

В 1860 году по Сибирскому тракту было перевезено до 20 тысяч пассажиров, 3 миллиона пудов различных грузов (около 50 тысяч тонн) и проследовало 18 тысяч осужденных, ссылаемых в Сибирь на поселение или на каторгу.
В конце XIX века Сибирский тракт уже не мог удовлетворить транспортные потребности российской экономики, что стало причиной сооружения Транссибирской железнодорожной магистрали.
Отдельно следует сказать о «кандальной» теме на Сибирском тракте. По расчётам Л. И. Рыженко, за весь период до 1910 года ссыльные составляли не боле 6 % общего потока проезжавших и шедших по тракту. Остальная масса — это купцы, перевозчики, переселенцы, чиновники. «Кандальная» тема была сильно преувеличена в СССР по идеологическим соображениям.

## Караванная торговля чаем
Восточная часть тракта — от Сибири до Калгана — по аналогии с Великим шёлковым путём получила в новейшей историографии название «Великий чайный путь». По нему из Китая везли в Россию караванами чай.
После подписания Буринского договора 1727 года на русско-китайской границе началось строительство города Троицкосавска, рядом с которым образовалась русская торговая слобода Кяхта и китайский торговый город Маймачен. Это положило начало интенсивному торговому обмену между странами, который продолжался почти 300 лет. В 1787 году в России была основана первая чаеторгующая компания «Перлов с сыновьями». Несколько позже появился обособленный клан торговцев чаем — «чайники». С этого времени чай начинают продавать не только в столицах и близких к ним городам, но и в других регионах России.

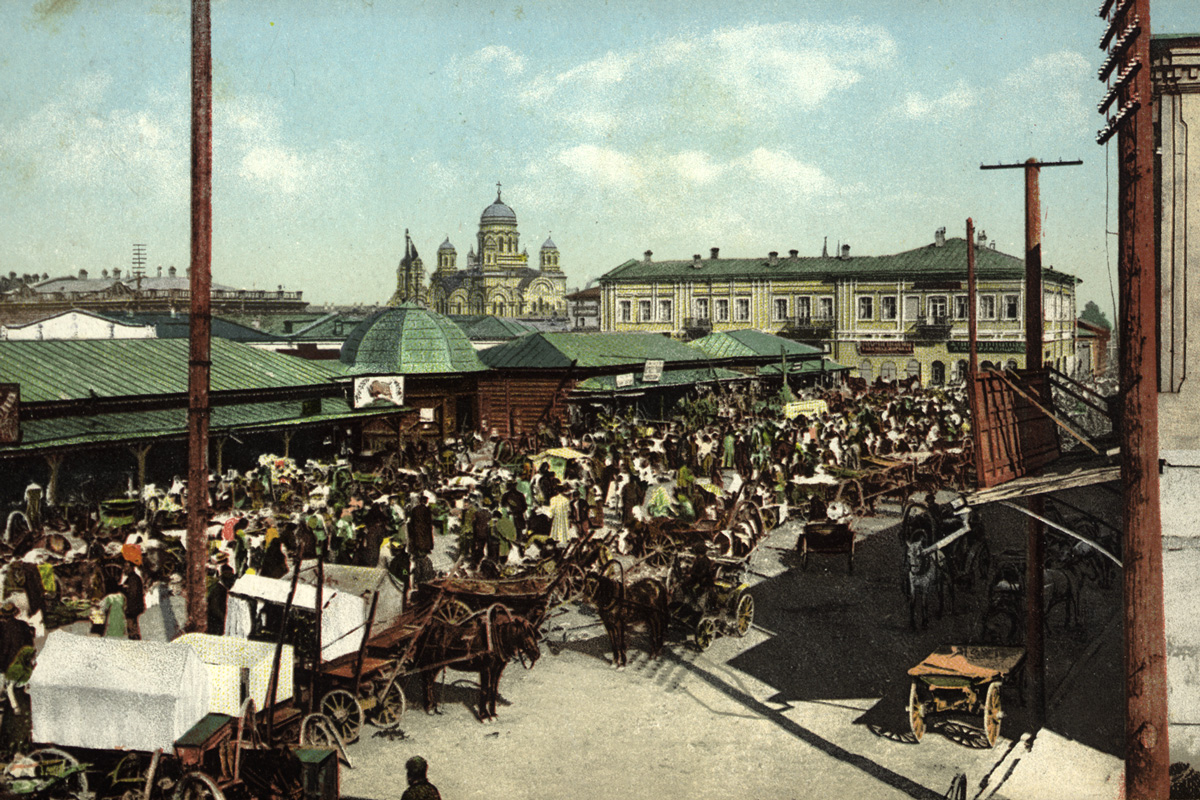
Мелочный базар в Иркутске (XIX век).

Чайный путь начинался в городе Ухань и разделялся на несколько сухопутных и водных маршрутов, которые проходили через более чем 150 городов трёх стран. Наиболее значимые пункты сухопутного пути: Тяньмэнь, Юэкоу, Цзинчжоу, Шаян, Тайгу, Синсянь, Шаньинь, Датун, Калган (ныне Чжанцзякоу), Пекин, Чжанбэй, Ундерхаан, Мурэн, Хух-Хото, Улан-Хуа, Замын-Уула, Эрдэнэ, Урген, Айраг, Чойр, Баян, Налайх, Урга (ныне Улан-Батор), Дархан, Маймачен (ныне Алтанбулак), Троицкосавск (ныне Кяхта), Селенгинск, Верхнеудинск (ныне Улан-Удэ), Кабанск, Мысовая (ныне Бабушкин), Слюдянка, Иркутск, Нижнеудинск, Илимск, Енисейск, Канск.
Водно-сухопутный маршрут шёл по реке Янцзы (через Хуанши, Цзюйцзян, Чичжоу, Жэньцзян) до Шанхая, далее — Порт-Артур (ныне Люйшунькоу), Вафандянь, Гайчжоу, Дашицяо, Хайчэн, Ляоян, Мукден (ныне Шэньян), Телин, Сыпин, Чанчунь, Харбин, Чжаодун, Дацин, Лунцзян, Цицикар, Хайлар, Нерчинск. В Верхнеудинске оба маршрута соединялись.
Из Иркутска вдоль реки Лены, через Якутск шла наиболее крупная ветвь пути на Аляску.
В районе Байкала действовали сухопутные пути через хребет Хамар-Дабан (Удунгинский, Ивановский, Хамар-Дабанский, Игумновский тракты, Кругобайкальский путь), а также водные пути через Байкал и по Селенге.
Существовали и альтернативные пути доставки чая из Китая. Некоторое количество товара поступало по древнему маршруту Великого шёлкового пути — через Центральную Азию. Позже часть чая стали переправлять в Россию морским путём через Суэцкий канал и Одессу. В Приморье чай доставляли через Владивосток. В другие страны чай попадал морским путём. Из Шанхая маршруты шли в Лондон, Ливерпуль, Бостон.
Очень важным для русской чайной истории стал 1903 год — завершилось строительство Транссибирской железнодорожной магистрали, что положило конец караванной торговле. Вместе с тем, благодаря скорости доставки, чай в России значительно дешевеет, а его употребление становится массовым.

## Память о тракте

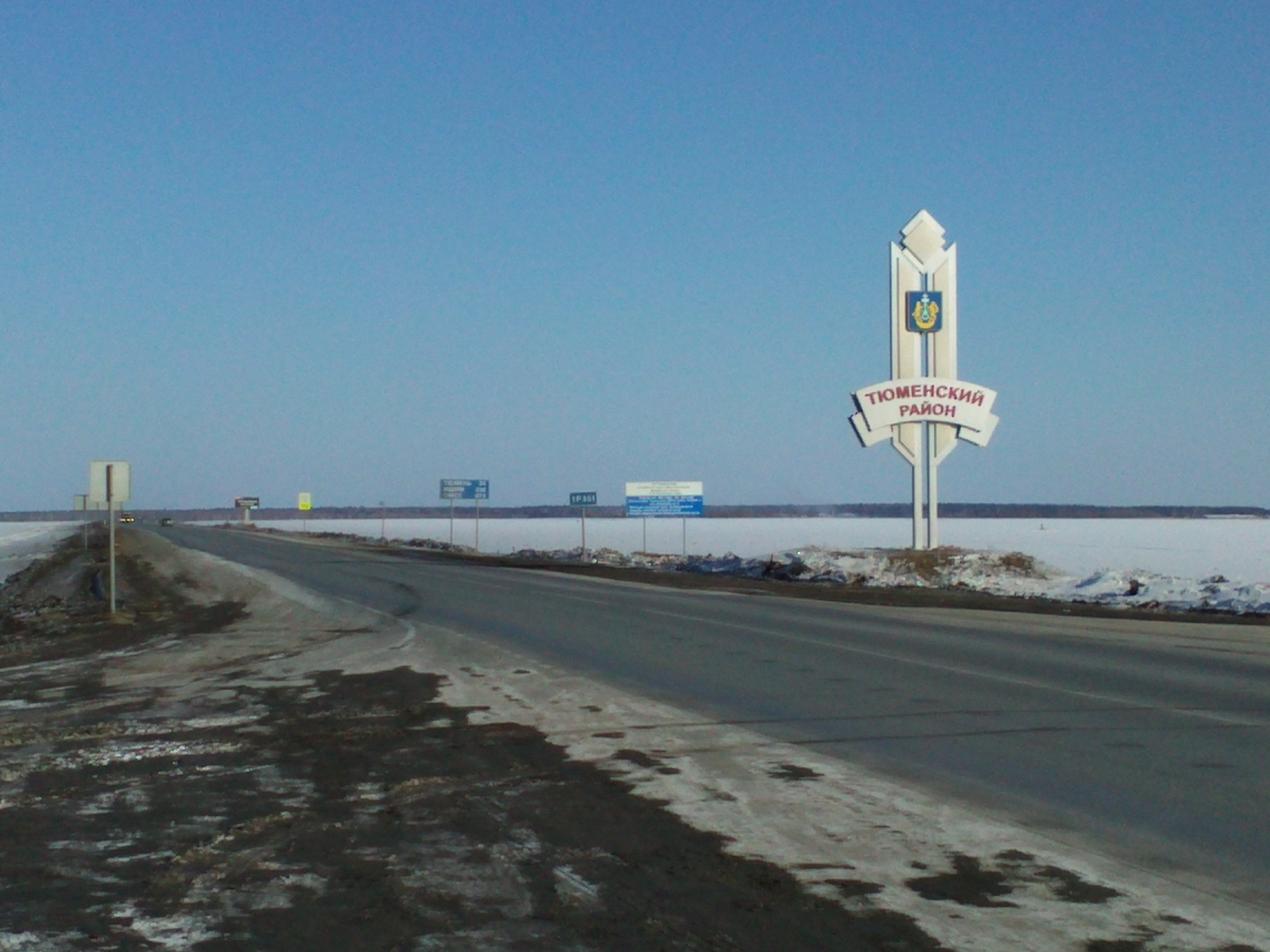
Путь с Урала в Сибирь: граница Свердловской и Тюменской областей на современной автотрассе Р351, в народе именуемой Сибирским трактом

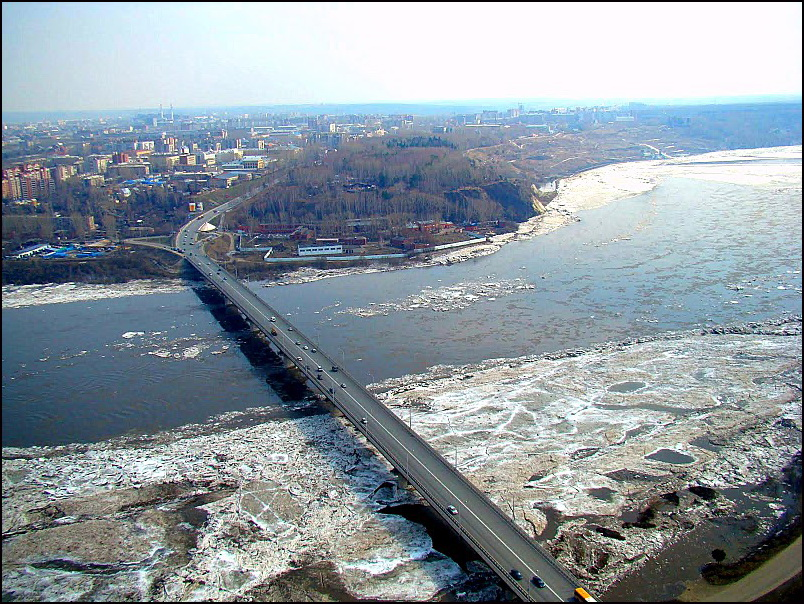
Томск: Московский тракт проходит по Южному мосту

Сибирский тракт оказал большое влияние на развитие городов, через которые он проходил, и на развитие Сибири в целом. Значительное количество поселений Сибири расположены вдоль тех или иных отрезков Сибирского тракта. Практически во всех поселениях, через которые проходил тракт, он стал главной улицей, причём сохранились названия «Трактовая», «Московская», либо название ближайшего губернского центра.
В Казани есть улица Сибирский тракт — по ней можно выехать из города в сторону Арска.
В Дебёсах (Удмуртия) в январе 1991 года в здании бывшей казармы нижних чинов дебёсского конного-этапного пункта открыт первый в России Музей истории Сибирского тракта. В музейный комплекс входит и участок старого Сибирского тракта (1,2 км), а также общественная территория (с 2020 г.). Там размещены малые архитектурные формы, информационные стенды, связанные с историей старинной дороги в Сибирь.
В Перми Казанский тракт с 1965 года именуется Шоссе Космонавтов. Также здесь есть улица Сибирская, проходящая через центр города от берега реки Камы (где ранее располагалась переправа через реку) на восток. На ней располагались Дворянское собрание, дом губернатора, застава, «Загородный сад» (ныне Сад им. Горького), пересыльная тюрьма. По ней и далее по улице Героев Хасана можно выехать из города в сторону Кунгура.
В Кунгуре есть улица Сибирский тракт — по ней можно выехать из города в сторону Екатеринбурга.
В Екатеринбурге также есть улица Сибирский тракт, а также шоссе Московский тракт, Ново-Московский тракт, дублёр Сибирского тракта — за пределами города. Жители востока Свердловской области называют Сибирским трактом автотрассу Р351 Екатеринбург—Тюмень.
В Тюмени имеются улицы Московский тракт, Тобольский тракт, Старый Тобольский тракт. В 2015 году тюменский активист прошёл пешком по заброшенному Сибирскому тракту от Тюмени до Тобольска с целью возродить этот маршрут для туристов.
В г. Чулыме Новосибирской области - ул. Трактовая.
В Томске память о Сибирском тракте сохранилась в названиях двух улиц — Иркутского тракта, идущего на восток, и Московского тракта, идущего на юго-запад через реку Томь.
В Омской области сохранилось в первозданном виде несколько участков Сибирского тракта (Секменёво, Новологиново, Зудилово, Орлово, Радищево, Кушайлы, участок Большие Уки — Становка и другие), которые сегодня являются памятниками истории местного значения.
В Красноярске западное направление федеральной автотрассы «Сибирь» всегда именовалось Московским трактом, однако в последние десятилетия название постепенно выходит из употребления.
В Ангарске есть улица Московская. Она соответствует историческому тракту. В начале улицы в 1965 году, на народные средства, установлен памятник политзаключённым и каторжанам, которые проходили по этому тракту.
Сибирскому тракту посвящены четыре музея. Два из них называются «Музей истории Сибирского тракта»: один в селе Дебёсы Удмуртской республики (создан в 1991 году в здании «казармы нижних чинов»), другой в селе Карадуван Балтасинского района Республики Татарстан (его экспонаты собраны местными жителями). «Музей истории Московско-Сибирского тракта» работает в селе Большие Уки Омской области, его экспонаты связаны с историей заселения и освоения Омского Прииртышья (музей также проводит экскурсии по тракту). И музей «Этапный пункт» в деревне Бачкеево Игринского района Удмуртии. Открыт в бывшем этапном пункте в 2000 году.